# STS-43
STS-43 — космічний політ багаторазового транспортного космічного корабля «Атлантіс» за програмою «Спейс Шаттл» (42-й політ програми і 9-й політ Атлантіса), метою якого були вивід на геостаціонарну орбіту американського супутника зв'язку «TDRS-E» (4-й супутник системи зв'язку «англ. Tracking and Data Relay Satellite») і проведення ряду медичних і технічних експериментів.
7 серпня член екіпажу STS-43 Шеннон Лусід зайняла місце в Книга рекордів Гіннеса за тривалістю польоту серед жінок на Шаттлі (попередній рекорд в 17 діб 21 годину 45 хвилин і 29 секунд належав Бонні Данбар). 10 серпня Шеннон Лусід побила рекорд із тривалості польоту серед жінок (19 діб 17 годин і 7 хвилин), що належав Світлані Савицькій, другій жінці-космонавту у світі.

## Екіпаж
- (НАСА): Джон Блаха (англ. John E. Blaha) (3)[3] — командир.
- (НАСА): Майкл Бейкер (англ. Michael Allen Baker) (1) — пілот.

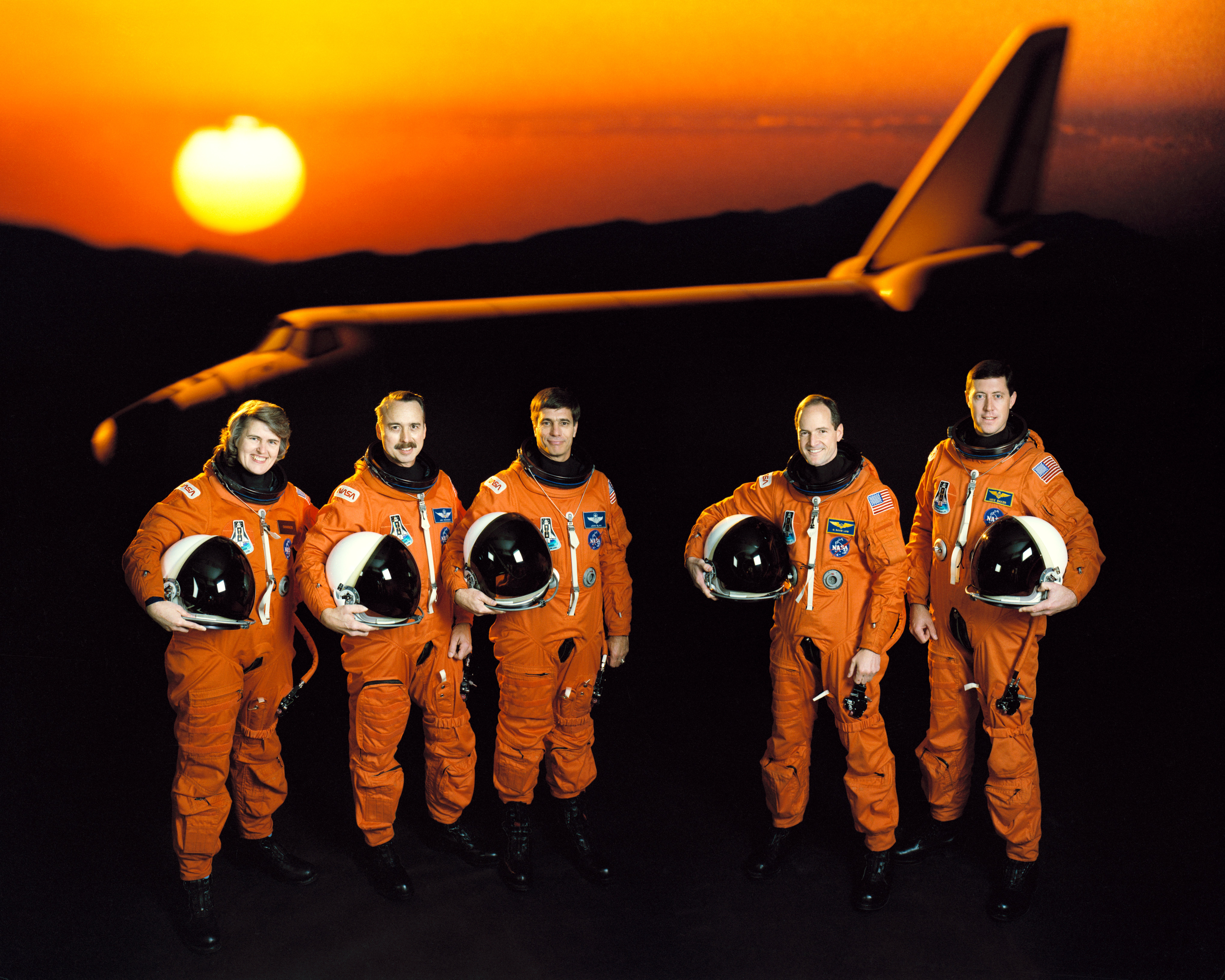
Екіпаж STS-43: (зліва направо): Ш. Лусід, Дж. Адамсон, Дж. Блаха, Д. Лоу, М. Бейкер

- (НАСА): Шеннон Лусід (3) — фахівець польоту −1.
- (НАСА): Джеймс К. Адамсон (англ. James Craig Adamson) (2) — фахівець польоту −2.
- (НАСА): Дейвід Лоу (2) — фахівець польоту −3.

## Параметри польоту
- Маса апарата при старті — 89 239 кг;
- Вантажопідйомність — 21 067 кг.

## Емблема
Форма емблеми місії STS-43 відтворює силует першого американського космічного корабля «Меркурій», що відображує еволюцію американської космічної програми (від «Меркурія» до «Спейс Шаттл») і знаменує 30-річчя пілотованої космічної програми США. Зміна кольору на емблемі, від світло-блакитного до чорного, уособлює політ із Землі в космос. У центрі композиції зображено золотистий силует супутника TDRS-E, корисного навантаження місії. Зірки навколо орбітального корабля (чотири ліворуч та три праворуч) вказують на номер місії.

## Галерея

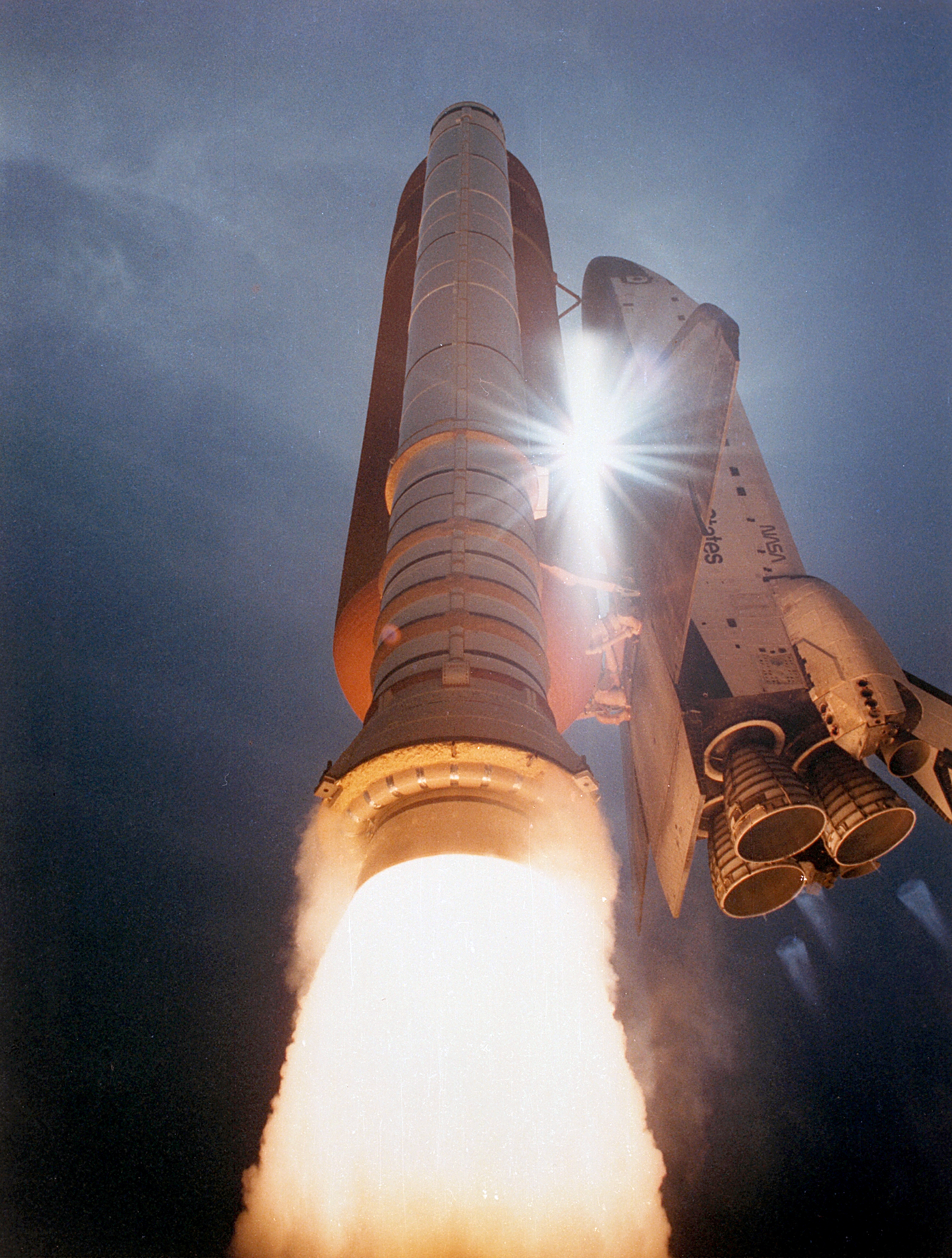
Зліт місії «STS-43»
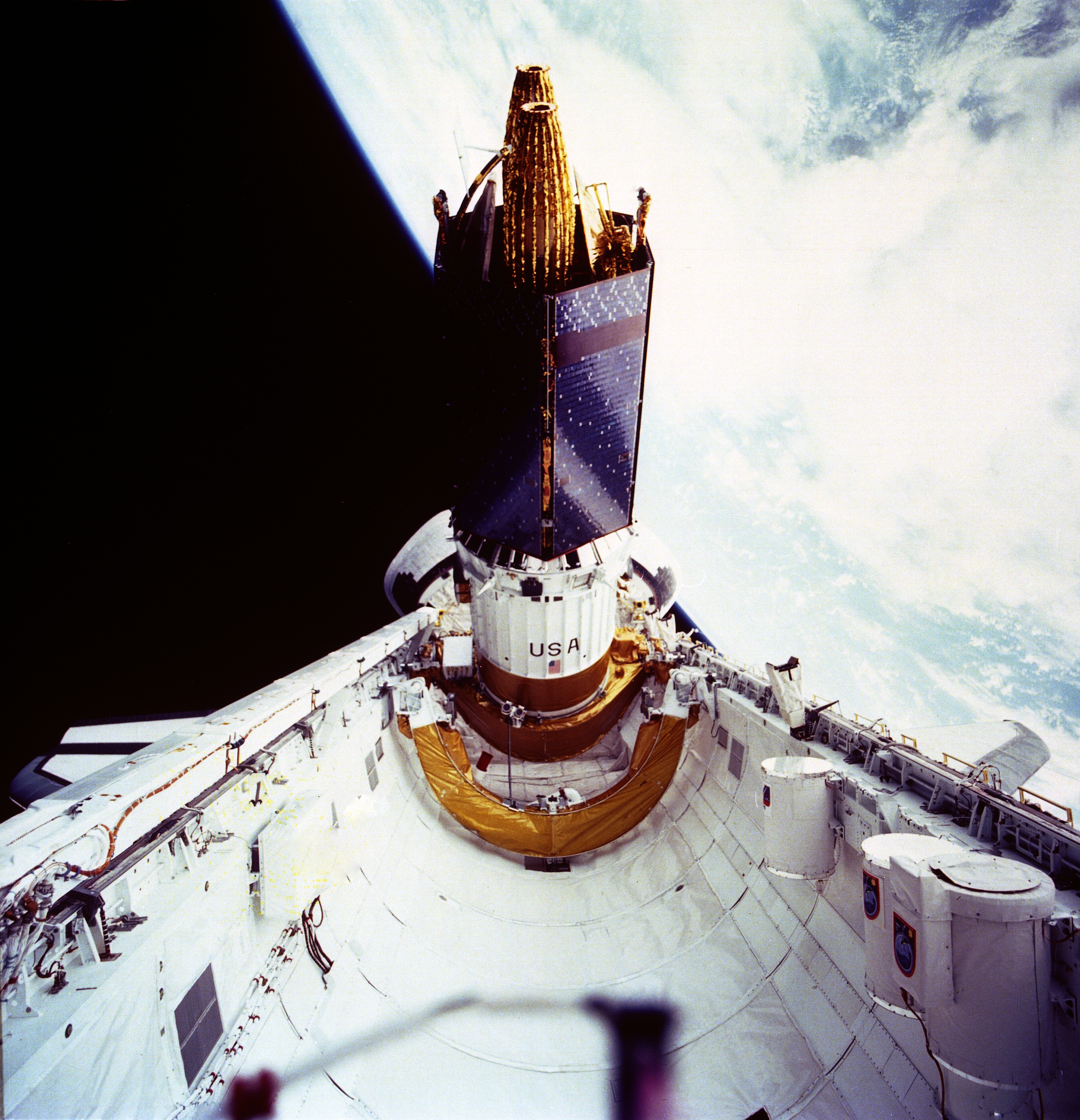
Розгортання супутника «TDRS-E»
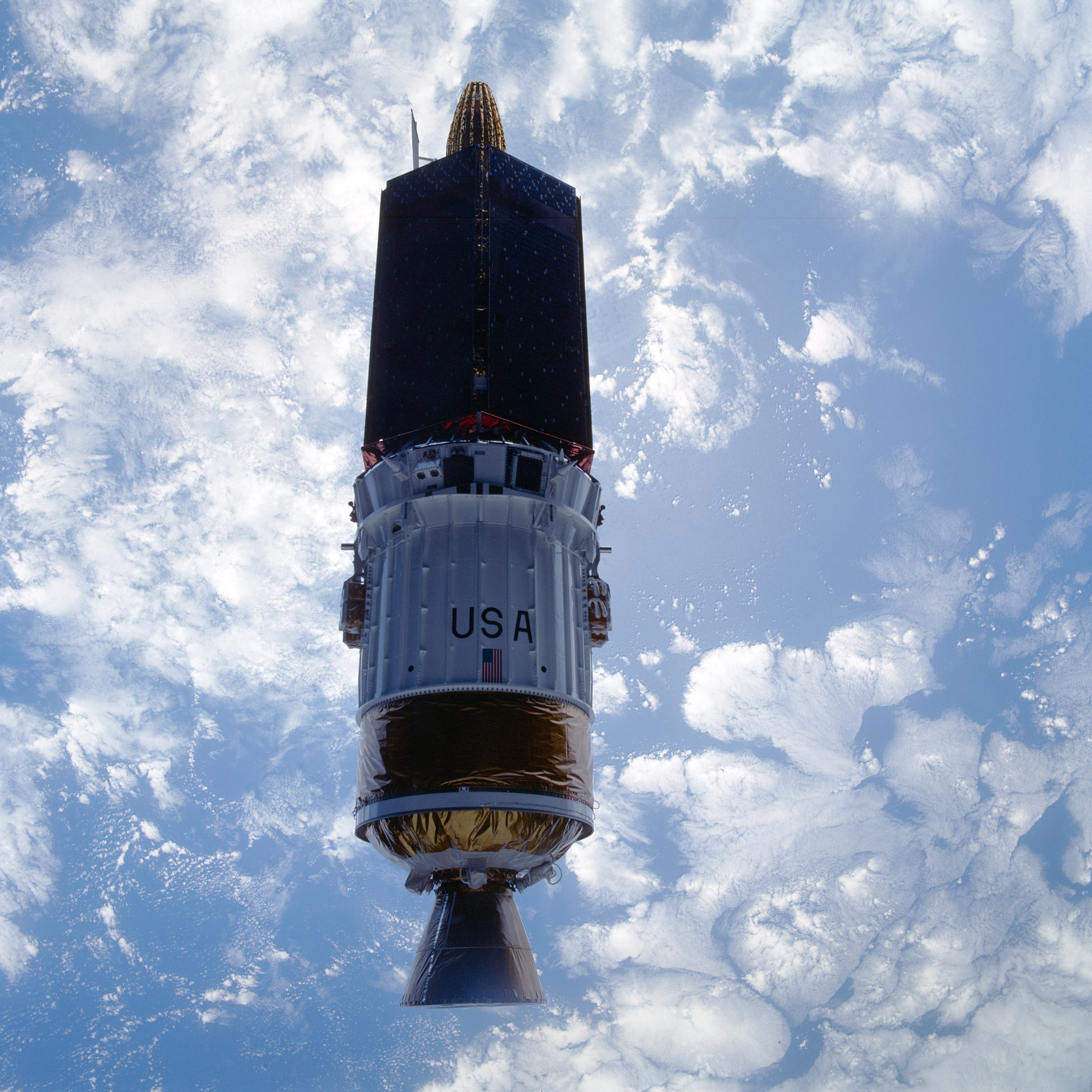
Розгортання супутник «TDRS-E»
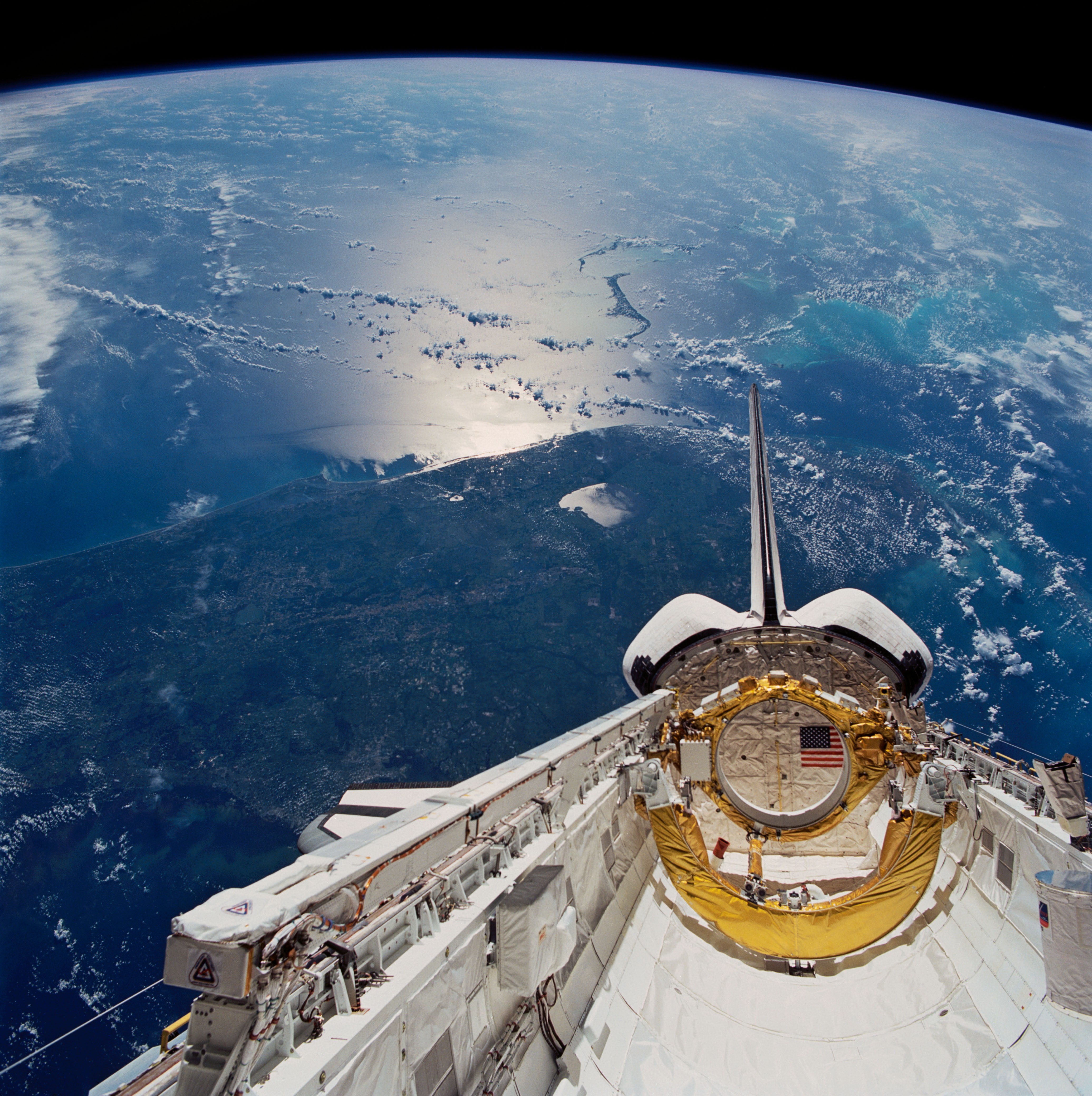
«Атлантіс» над Флоридою
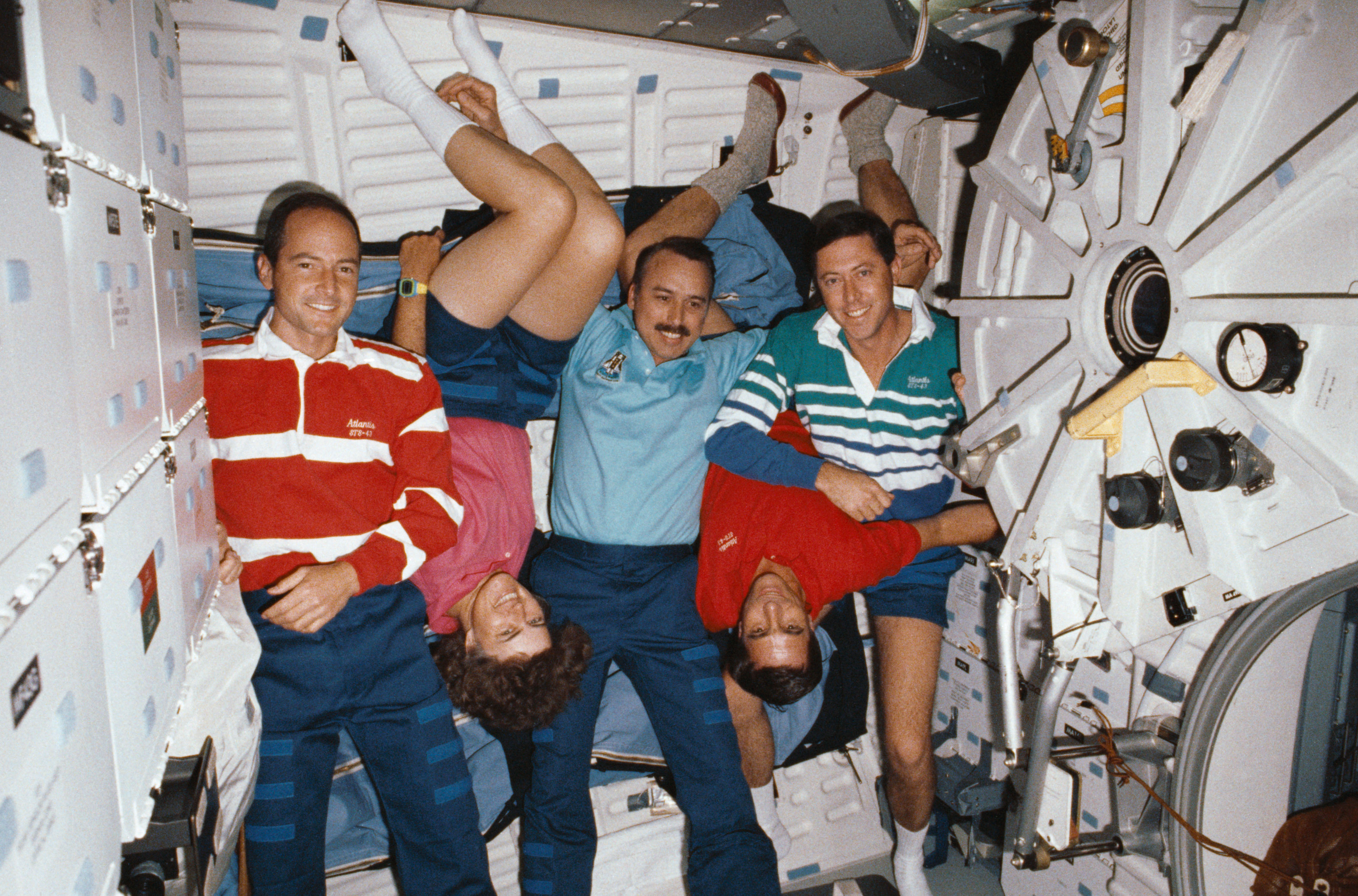
Екіпаж «STS-43»